# الرقابة والمراقبة الصحية للمستجيبين في حالات الطوارئ
الرقابة والمراقبة الصحية جرى تطويره بواسطة اتحاد من الوكالات الفيدرالية، وإدارات الصحة بالولاية، ومجموعات المستجيبين المتطوعين المصممين لِمعالجة الثغرات الموجودة في الرقابة والمراقبة الصحية للمستجيبين للطوارئ. يوفر إطار العمل توصيات وإرشادات وأدوات وتدريبات لحماية المستجيبين للطوارئ خلال كل مرحلة من مراحل الاستجابة للطوارئ بما في ذلك مراحل ما قبل النشر والنشر وما بعد النشر. صمم ERHMS للعمل ضِمن نظام إدارة الحوادث الوطني (NIMS) التابع للوكالة الفيدرالية لإدارة الطوارئ (FEMA)، وهو نهج مُنظم لإدارة الطوارئ. تفي تدريبات ERHMS بقدرة التأهب للطوارئ الصحية العامة 14، «سلامة المستجيب وصحتُه».

## لمحة عامة عن ERHMS
تتناول الدلائل الإرشادية والتوصيات الفحص الطبي والتدريب وإعداد القوائم والرقابة والمراقبة الصحية للمستجيبين في حالات الطوارئ. يتضمن إطار العمل خلفيات مختلفة مثل إدارة الطوارئ وخدمة الإطفاء وإنفاذ القانون والخدمات الطبية الطارئة والصحة العامة والصحة العقلية والإغاثة في حالات الكوارث والمنظمات التطوعية، بالإضافة إلى البناء والدعم الماهر الآخر الذي قد يشارك في مجموعة واسعة من الأنشطة بما في ذلك التقييم والبحث والإنقاذ والتحقيق والتعافي والتنظيف والترميم. جرى تصميم هذا الإطار لأنواع مختلفة من الأحداث، بغض النظر عن حجمها، وقد تَشمل بعض الأحداث الهجمات الإرهابية والانسكابات الكيميائية والكوارث الطبيعية مثل الأعاصير والفيضانات والزلازل.
بعد أن اتضحت الآثار الصحية بين المستجيبين للطوارئ لهجمات 11 سبتمبر / أيلول 2001في مركز التجارة العالمي، بدأ مسؤول الصحة العامة والحكومة في المطالبة بتحسين مراقبة صحة العاملين في حالات الطوارئ والمراقبة في حالة حدوث كوارث مستقبلية. دعا تقرير مشترك صدر عام 2004 من مؤسسة RAND والمعهد الوطني للسلامة والصحة المهنية (NIOSH) بعنوان «حماية المستجيبين للطوارئ، المجلد 3» إلى تعزيز حماية العاملين في حالات الطوارئ في حالات الطوارئ المستقبلية ووصف العديد من مجالات التحسين. أعلنت شهادة من مؤسسة RAND في عام 2007 أنه لم تكن هناك حماية كافية للعاملين في التعافي من أحداث 11 سبتمبر وأن الكوارث المستقبلية يجب أن يكون لها هيكل لإدارة السلامة من الحوادث يمكن أن يتخذ قرارات تتعلق بالسلامة ولديه المعدات والقدرات والسلطات اللازمة للتنفيذ والتطبيق. بشكل فعال. في عام 2008، أصدر مكتب المساءلة الحكومية (GAO) تقريرًا بعنوان «11 سبتمبر: HHS بحاجة إلى تطوير خطة تتضمن دروسًا من البرامج الصحية المستجيبة». دعا هذا التقرير إلى «خطة لفحص المستجيبين وخدمات المراقبة التي تحدد أدوار مكونات HHS وتتضمن الدروس المستفادة من البرامج الصحية لمركز التجارة العالمي» فحص ومراقبة الصحة العقلية، وتوفير خدمات الإحالة العلاجية، والتأكد من أن جميع المستجيبين -بغض النظر عن حالة التوظيف أو الموقع- يمكنهم الوصول إلى برامج وخدمات الفحص والمراقبة نفسها. في عام 2008، نسقت NIOSH جهدًا متعدد الوكالات لبدء صياغة إطار ERHMS.

## تأثير استجابة انسكاب النفط في ديب ووتر هورايزون
في عام 2010، بينما كان إطار عمل ERHMS لا يزال قيد التطوير، حدث تسرب نفطي الأفق في المياه العميقة. نفذت NIOSH وقيادة المنطقة الموحدة (UAC) بعض المبادئ التوجيهية الأولية لنظام ERHMS، بما في ذلك وضع قوائم مرحلة النشر، ومراقبة الإصابات والأمراض، وتقييم التعرض للمواد الكيميائية والبيئية والحماية منها، فضلاً عن التواصل السريع والسهل مع العمال ومجتمعاتهم.
أدت الصعوبات التي ظهرت في الاستجابة للانسكاب إلى قيام باحثي NIOSH بتقديم توصيات جرى تنفيذها بعد ذلك في إطار ERHMS المتطور. تضمنت هذه التوصيات تحسين عملية إعداد القوائم في كل من مرحلتي ما قبل النشر والنشر لضمان تسجيل جميع العمال المعنيين وتحسين التواصل ونقل الإرشادات حول المخاطر البيئية. تضمنت التوصيات الإضافية لمرحلة النشر زيادة استخدام معدات الحماية الشخصية (PPE)، وإدارة أفضل للإجهاد الحراري، وتحسين الإبلاغ عن حالات التعرض والأمراض والإصابات. أوصت NIOSH أيضًا بإنشاء مصفوفة قرار لتحديد الحاجة إلى المراقبة البيولوجية للعمال. جرى تناول هذه التوصيات في الوثائق النهائية لنظام إدارة الصحة والسلامة المهنية.

## مرحلة ما قبل النشر
في مرحلة ما قبل النشر، يركز إطار نظام ERHMS على التأهب ويضع الأسس لرصد ومراقبة المستجيبين. يركز النشر المسبق على الأنشطة الرئيسية بما في ذلك إعداد قوائم واعتماد العاملين في الاستجابة للطوارئ والتعافي، والفحص الصحي والتحصين، والتدريب على الصحة والسلامة وإدارة البيانات وأمن المعلومات.